# Бемегрид
Бемегрид — лекарственное средство, аналептик. Химически бемегрид относится к производным 2,6-диоксопиперидина.

## Фармакологическое действие
Бемегрид является антагонистом снотворных средств: уменьшает токсичность барбитуратов, снимает угнетение дыхания и кровообращения, вызываемое этими веществами. Аналептическое действие бемегрида не ограничивается антагонизмом с барбитуратами. Препарат оказывает стимулирующее влияние на центральную нервную систему и эффективен при угнетении дыхания и кровообращения различного происхождения. 

Аналептик, оказывает прямое стимулирующее влияние на дыхательный (в меньшей степени на сосудодвигательный) центр, что приводит к повышению частоты и амплитуды дыхательных движений. Активность выше, чем у кордиамина и камфоры. 

## Показания
Интоксикация барбитуратами, остановка дыхания на фоне передозировки барбитуратов, тиобарбитуратов и др. лекарственных средств для общей анестезии. Для прекращения анестезии барбитуратами и тиобарбитуратами, ускорения пробуждения при общей анестезии. Тяжелая гипоксия.

## Противопоказания
Гиперчувствительность, психомоторное возбуждение, эпилептический синдром. 

## Режим дозирования
При интоксикациях - внутривенно медленно, взрослым - по 5-10 мл 0,5% раствора; при необходимости возможно повторное введение через 2-3 мин. Детям разовая доза снижается во столько раз, во сколько масса тела ребёнка меньше средней массы тела взрослого. При появлении судорог - немедленное прекращение введения. В качестве аналептика - внутривенно по 2-5 мл 0,5% раствора. 

## Побочные эффекты
Тошнота, рвота, мышечные подергивания, судороги, аллергические реакции. 

## Особые указания
В случаях острого отравления барбитуратами лечение бемегридом проводят на фоне др. необходимых мероприятий: промывание желудка, внутривенное введение декстрозы, 0.9% раствора NaCl и пр. 

Растворы (на изотоническом растворе хлорида натрия; рН 5,0—6,5) стерилизуют при +105—110°С в течение 30 мин.

## Физические свойства
Белый кристаллический порошок без запаха, горького вкуса. Малорастворим в воде (0,5 %), трудно — в этиловом спирте.

## Форма выпуска
Форма выпуска: 0,5 % раствор бемегрида в изотоническом растворе натрия хлорида в ампулах по 10 мл (10 мл содержат 0,05 г препарата).